# Gerardo Landriani

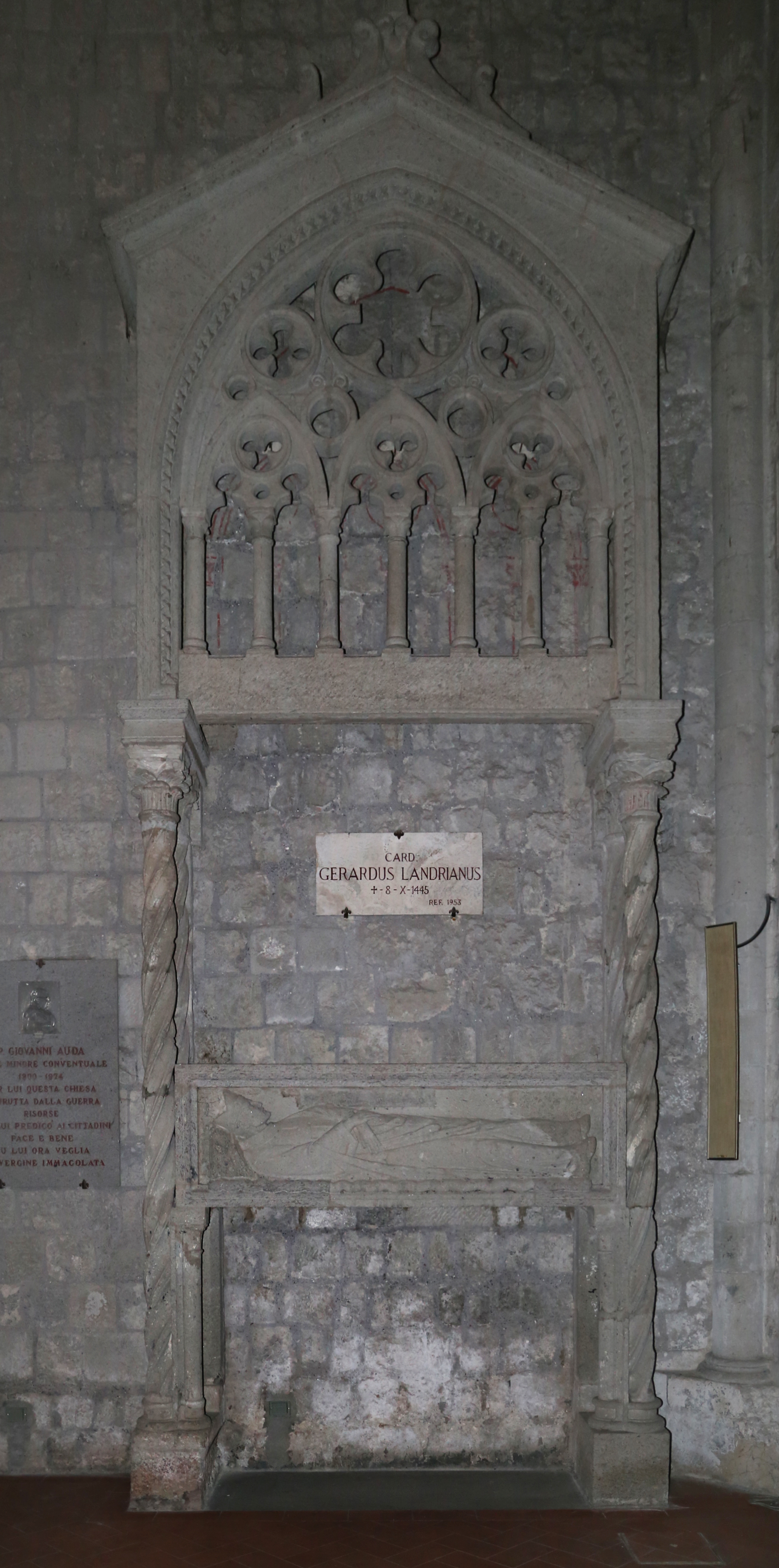
Grabmal von Kardinal Gerardo Landriani in der Basilika San Francesco in Viterbo

Gerardo Landriani, auch Gerardo Landriani Capitani, Gerado Capitani Landriani, Gherardo de’ Capitani di Landriano (* um 1395 in Mailand; † 9. Oktober 1445 in Viterbo), war ein italienischer Doktor der Rechte, Bischof von Lodi, Bischof von Como und Kurienkardinal der römisch-katholischen Kirche.

## Leben
Gerardo, aus der Adelsfamilie der nach ihrer Stammburg in Landriano benannten Familie, war Neffe des Bischofs von Como Bernardo Landriani. Er studierte an der Universität Pavia, wo er am 16. August 1415 und am 19. April 1416 als statutarius erwähnt wird. Am 13. Mai 1418 wurde er von Papst Martin V. zum Verwalter des Bistums Lodi ernannt, die er ihm am 15. März 1419 endgültig übertrug. Damals war er canonicus ecclesiae SS. Trinitati Papiensis, ein Student des Zivilrechts, und erhielt nur kleinere Orden.
Im Auftrag des Konzils von Basel, an dem er seit dem 14. März 1432 teilnahm, reiste er im Sommer 1432 und im Herbst 1433 nach England, um mit Heinrich IV. und führenden englischen Persönlichkeiten über einen Frieden mit Frankreich zu verhandeln. Auf der Reise traf er auch mit den deutschen Kurfürsten zusammen. Nachdem ihm am 8. Mai 1434 eine sechsmonatige Beurlaubung gewährt worden war, verließ er Basel. Seine studierten Reden auf dem Konzil und in Anwesenheit von Heinrich IV. wurden mit Begeisterung aufgenommen und auch außerhalb der kirchlichen Versammlung verbreitet. Er war sehr gelehrt, kannte Griechisch und stand in engem Kontakt mit Humanisten wie Lorenzo Valla, Poggio Bracciolini, der ihm seine Abhandlung über den Adel widmete, Leonardo Bruni und Gasparino Barzizza.
Gerardo besaß eine bedeutende Bibliothek von Klassikern und hatte 1421 im Archiv der Kathedrale von Lodi einen sehr alten Kodex mit den rhetorischen Schriften Ciceros und den drei verlorenen Werken De oratore, Brutus und Orator gefunden. Am 7. Juni 1435 übertrug ihm Papst Eugen IV. das Bistum Tortona, aber Gerardo war damit nicht einverstanden und erhielt mit Zustimmung des Herzogs von Mailand vom Papst das Recht, die Präbenden mit Bischof Giovanni Barbavara zu tauschen. Seine Ernennung zum Bischof von Como als Nachfolger seines Onkels erfolgte am 6. März 1437, und der Herzog von Mailand ermächtigte ihn am 28. April, die Diözese in Besitz zu nehmen. Er war auch Mitglied des Geheimen Rates des Herzogs Filippo Maria Visconti, der ihn mit verschiedenen diplomatischen Missionen betraute, insbesondere mit Friedens- und Bündnisverhandlungen mit dem Papst und den Republiken Venedig, Florenz und Genua, die vom 31. Juli 1430 bis 1440 dauerten. Da die Unterstützung Gerardos für den auch politisch mächtigen Papst in seinem Streit mit dem Konzil von Basel von größter Bedeutung war, verlieh er ihm auf dem Konzil von Florenz am 18. Dezember 1439 den Kardinalspurpur als Kardinal Priester von Santa Maria in Trastevere in Rom.
Am 14. September 1442 ernannte Papst Eugen IV. ihn zum Legaten a latere für das Herzogtum Mailand und verlieh ihm die Anerkennung der Abtei von Chiaravalle. Der Kardinal von Como sollte insbesondere die Manöver des Gegenpapstes Felix V. in der Lombardei behindern. In der Diözese Como wurde Gerardo durch seinen Onkel, Bischof Bernardo Landriani, und durch die Weihbischöfe Bartolomeo da Cremona, Titular Bischof von Castoria, Gregorio da Corsano, Titularbischof von Trapezunto und Nicolao da Pavia, Titularbischof von Helenopolis, vertreten. Er starb im Franziskanerkloster in Viterbo, wohin er sich zu einem Genesungsurlaub zurückgezogen hatte und wurde in der Basilika San Francesco in Viterbo neben dem Grab von Papst Clemens IV. beigesetzt.